# Sonora, Motozintla
Sonora är en ort i Mexiko.   Den ligger i kommunen Motozintla och delstaten Chiapas, i den sydöstra delen av landet, 900 km sydost om huvudstaden Mexico City. Sonora ligger 825 meter över havet och antalet invånare är 131.
Terrängen runt Sonora är bergig österut, men västerut är den kuperad. Sonora ligger nere i en dal. Runt Sonora är det ganska tätbefolkat, med 78 invånare per kvadratkilometer. Närmaste större samhälle är Motozintla de Mendoza, 14,0 km nordost om Sonora. I omgivningarna runt Sonora växer i huvudsak städsegrön lövskog.